# Byrsonima cipoensis
Byrsonima cipoensis är en tvåhjärtbladig växtart som beskrevs av M.C.H. Mamede. Byrsonima cipoensis ingår i släktet Byrsonima och familjen Malpighiaceae. Inga underarter finns listade i Catalogue of Life.